# Witkowice (gromada w powiecie ropczyckim)
Witkowice – dawna gromada, czyli najmniejsza jednostka podziału terytorialnego Polskiej Rzeczypospolitej Ludowej w latach 1954–1972.
Gromady, z gromadzkimi radami narodowymi (GRN) jako organami władzy najniższego stopnia na wsi, funkcjonowały od reformy reorganizującej administrację wiejską przeprowadzonej jesienią 1954 do momentu ich zniesienia z dniem 1 stycznia 1973, tym samym wypierając organizację gminną w latach 1954–1972.
Gromadę Witkowice z siedzibą GRN w Witkowicach (obecnie w granicach Ropczyc) utworzono – jako jedną z 8759 gromad na obszarze Polski – w powiecie dębickim w woj. rzeszowskim na mocy uchwały nr 19/54 WRN w Rzeszowie z dnia 5 października 1954. W skład jednostki weszły obszary dotychczasowych gromad Witkowice i Pietrzejowa oraz północna część dotychczasowej gromady Brzyzna ze zniesionej gminy Ropczyce w tymże powiecie. Dla gromady ustalono 16 członków gromadzkiej rady narodowej.
1 stycznia 1956 gromada weszła w skład nowo utworzonego powiatu ropczyckiego w tymże województwie.
1 stycznia 1969 gromadę zniesiono przez połączenie z gromadą Okonin w tymże powiecie w nową gromadę Ropczyce z siedzibą GRN w Ropczycach, tamże.